# Ligurische grottensalamander
De Ligurische grottensalamander (Speleomantes strinatii) is een salamander uit de familie longloze salamanders of Plethodontidae. De soort werd voor het eerst wetenschappelijk beschreven door Villy Aellen in 1958. Het was lange tijd een ondersoort van de Ambrosi's grottensalamander (Speleomantes ambrosii) maar wordt tegenwoordig als aparte soort beschouwd. De soort werd lange tijd tot het geslacht grottensalamanders (Hydromantes) gerekend, waardoor de verouderde naam vaak opduikt in de literatuur.

## Uiterlijke kenmerken
De soort bereikt een lengte van ongeveer 11 centimeter voor de mannetjes, vrouwtjes kunnen iets langer dan 12 cm worden. Net als andere grottensalamanders is de kleur zeer variabel, de basiskleur is lichtbruin tot zwart, met vaak lichtere vlekjes, spikkeltjes tot gestreepte patronen die zowel rood, geel, groen tot grijs kunnen zijn. De bovenkaak overlapt de onderkaak iets, vooral bij de mannetjes is dit goed zichtbaar. Opvallend zijn de vrij lange poten, een gelijkenis met de Monte Albo grottensalamander.

## Levenswijze
De levenswijze komt sterk overeen met alle andere grottensalamanders, zo wordt de soort alleen bij grotten aangetroffen, en dient de temperatuur tussen 3 en 18 graden te zijn en de luchtvochtigheid boven de 75%. De eitjes worden tussen de bladeren verstopt en bewaakt of regelmatig bezocht door het vrouwtje. Na vijf maanden zwellen ze op omdat het ei water opneemt en als de eitjes na tien maanden uitkomen zijn ze rond een centimeter in diameter. De volledig ontwikkelde salamandertjes hoeven geen larvaal stadium meer te doorlopen maar zijn pas na 3 tot 4 jaar geslachtsrijp. De soort kan in de natuur waarschijnlijk 17 jaar oud worden, wat een hoge leeftijd is voor een dergelijke kleine salamander.

## Verspreiding en habitat
De Ligurische grottensalamander komt voor in uiterst noordwestelijk Italië en uiterst zuidoostelijk Frankrijk. De habitat bestaat uit grotten en de omgeving ervan, waar de salamander 's nachts op jacht gaat naar kleine ongewervelden. De salamander is niet afhankelijk van oppervlaktewater voor de voortplanting en ontwikkeling. Hierdoor heeft de soort een voorsprong op salamandersoorten uit andere families. De Ligurische grottensalamander is binnen zijn areaal algemeen te vinden. Ook wordt deze soort wel aangetroffen in gebieden zonder grotten en spleten, wat bij andere soorten grottensalamanders weinig voorkomt. Ondanks het nog algemene voorkomen is de soort wel beschermd.